# Parada de La Xara (TRAM Alicante)
La Xara es una parada del TRAM Metropolitano de Alicante donde presta servicio la línea 9. Está situada al sur de la pedanía de La Jara, en Denia.

## Localización y características
Se encuentra ubicada junto a la carretera de La Jara a Jesús Pobre, desde donde se accede, en la zona sur del término municipal de Denia. Dispone de un andén y una vía. En esta parada se detienen los nuevos trenes duales de la línea 9.

## Líneas y conexiones
| << Cabecera | < Estación | Línea | Estación >       | Cabecera >> |
| ----------- | ---------- | ----- | ---------------- | ----------- |
| Benidorm    | Gata       |       | Pedrera-Vessanes | Denia       |